# Краљевина Угарска (1526—1867)
Краљевина Угарска (лат. Regnum Hungariae, мађ. Magyar Királyság) је у раздобљу од 1526. до 1867. године била саставни део Хабзбуршке монархије, односно Аустријског царства (након 1804. године). Овај период у историји Угарске започео је након Мохачке битке (1526), а трајао је све до склапања Аустро-угарске нагодбе (1867). Током овог раздобља, Угарском су владали краљеви из династије Хабзбурга. У првом делу овог периода, односно током већег дела 16. и 17. века, многа подручја Краљевине Угарске била су под турском влашћу, а у то време су посебан положај стекле Кнежевина Трансилванија и Горња Угарска. Током 18. века, након протеривања Турака, хабзбуршке власти су спровеле низ политичко-административних и друштвено-економских реформи, чиме је у Угарској створена централизована земаљска администрација. Крајем 18. и током прве половине 19. века, угарски политички прваци су повели борбу за стицање веће самоуправе у однос на Беч, што је на крају довело до избијања Мађарске револуције (1848-1849). Иако је била угушена силом, мађарска побуна је означила прекретницу у борби за стицање земаљске самоуправе, што је и остварено 1867. године, склапањем аустро-угарске нагодбе.

## Статус
Подручје Хабзбуршке Угарске је у почетку третирано као провинција Хабзбуршке монархије. Овај статус се одржао у периоду од 1526. до 1867. године, када Угарска постаје један од два самоуправна дела Монархије, која тада добија назив Аустроугарска.
Хабзбуршка Угарска је била саставни део Хабзбуршке монархије. Аустријски краљ је приликом доласка на престо, поред добијања многих других титула, такође био крунисан и као краљ Угарске. После пораза Османлија, појам Хабзбуршка Угарска је полако почео да излази из употребе и хабзбуршки владари су почели да добијају титуле краљеви Земаља круне Светог Стефана.

## Територија
Границе Хабзбуршке Угарске су се непрестано мењале и у почетку су обухватале следеће територије:
- на северу и истоку: данашњу Словачку, карпатску Рутенију, северне делове данашње Румуније и источне делове данашње Мађарске (источни део данашње Северне Мађарске регије);
- на западу: Данашњи Бургенланд (аустријска провинција) и део данашње Мађарске (данашња Западна прекодунавска регија и западни део данашње Централне прекодунавске регије);
- на југу: део западне Хрватске, која је имала аутономију.

Током овог периода остатак територија којима је раније управљала средњовековна Краљевина Угарска је имао другачију судбину. Централне територије некадашњег краљевства су непосредно прикључене Османском царству, док је кнежевина Ердељ (Трансилванија) имала статус вазалне државе у саставу Османског царства. Подручје ове кнежевине је данас у саставу Румуније.

## Историја
У поређењу са средњовековном Угарском, Хабзбуршка Угарска је била мали део Хабзбуршке монархије и није имала утицаја, или га је имала веома мало у државном одлучивању. Аустријски цар је директно одлучивао о угарским финансијама, војсци, иностраним пословима и царске трупе су обезбеђивале границе.
Османско питање је још више поделило Аустрију и Угарску. Хабзбурговци су хтели да имају мир на границама и одржавају статус кво, док су Мађари хтели да истерају Османлије са осталих територија којима је некада управљала средњовековна Угарска. Увидевши свој подређени положај у монархији, многи Мађари су постали антихабзбуршки настројени, противили се аустријској владавини, аустријској војсци и аустријском признавању османске власти над Ердељом. Побуњеници, који су живели у Хабзбуршкој Угарској, су се сматрали већим непријатељима од Османлија.

## Друштвене прилике
Реформатори су се ширили веома брзо, и већ почетком 17. века је остао веома мали број католика међу вишим сталежом. Петар Пазмањ (мађ. Péter Pázmány) је реорганизовао Римокатоличку цркву и преводио народ у протестанте. Реформација је довела до цепања католика (који су били присталице Хабзбурговаца) и протестаната који су развили јак национални идентитет и постали велики противници аустријске монархије. Такође се направио јаз између католичких богаташа и протестантских нижих племића.